# Königstuhl
A Königstuhl (szó szerinti fordításban „királyszék”) egy 568 méter magas hegy Heidelbergnél a Kleiner Odenwald-ban, a Neckartól délre. A terület Heidelberg óvárosi részéhez tartozik.
A hegy tetején található létesítmények:
- A Max-Planck-Institut für Astronomie egy elsősorban a csillagászat területén természettudományi alapkutatásokat végző kutatóintézet.
- A Heidelberg-Königstuhl csillagvizsgáló a Heidelbergi Egyetem által üzemeltetett történelmi kutatóobszervatórium, amelynek elődjét - a nagyhercegi hegyi csillagvizsgálót - 1898. június 20-án I. Frigyes badeni nagyherceg avatott fel.
- A Märchenparadies Königstuhl („mese-paradicsom”) egy szabadidőpark a heidelbergi Königstuhl csúcsán. Az elsősorban kisebb gyerekek számára létesített park attrakciói közé tartozik egy elektromos lóvasút, disco scooter (korong alakú robogó, amivel előre és hátrafelé is lehet haladni, valamint forogni is lehet vele) és animáló mesecsoportok.
- Tinnunculus sólymászat.
- több rádió- TV-adóállomás:
  - A Südwestrundfunk (SWR) 82 méter magas heidelbergi TV-tornya 570 méter tengerszintfeletti magasságban található. Az adóállomás csaknem az egész észak-badeni területet, Vorderpfalz-ot és Hessen déli részét ellátja. Az 1958-ban felállított torony 30 méter magasan egy kilátó terasszal rendelkezik, amely 2002 óta nem használható, mivel a torony felújításra vár.
  - 1958-ban  készült a Deutsche Telekom 76 méter magas TV-tornya, amelyet 1995-ben 102 méteresre növeltek.
  - Az amerikai hadsereg egykori TV-tornya.

1907. június 1-je óta működik a heidelbergi hegyi siklóvasút (1890-ig csak Molkenkurig működött). Az állomások: Kornmarkt, Heidelberger Schloss, Molkenkur, Königstuhl Gipfel.
Az „égi létrának” (Himmelsleiter) nevezett emelkedő egy több mint 1200 fokból álló, a heidelbergi várkastélytól a Königstuhl csúcsáig vezető egyenetlen lépcsős út. A lépcsők durván faragott homokkőből készültek. A lépcsősort 1844-től Adam Laumann kerületi erdész építette. Teljes felújítására 1994-ben került sor.
|  |  |  |